# نشا معدل

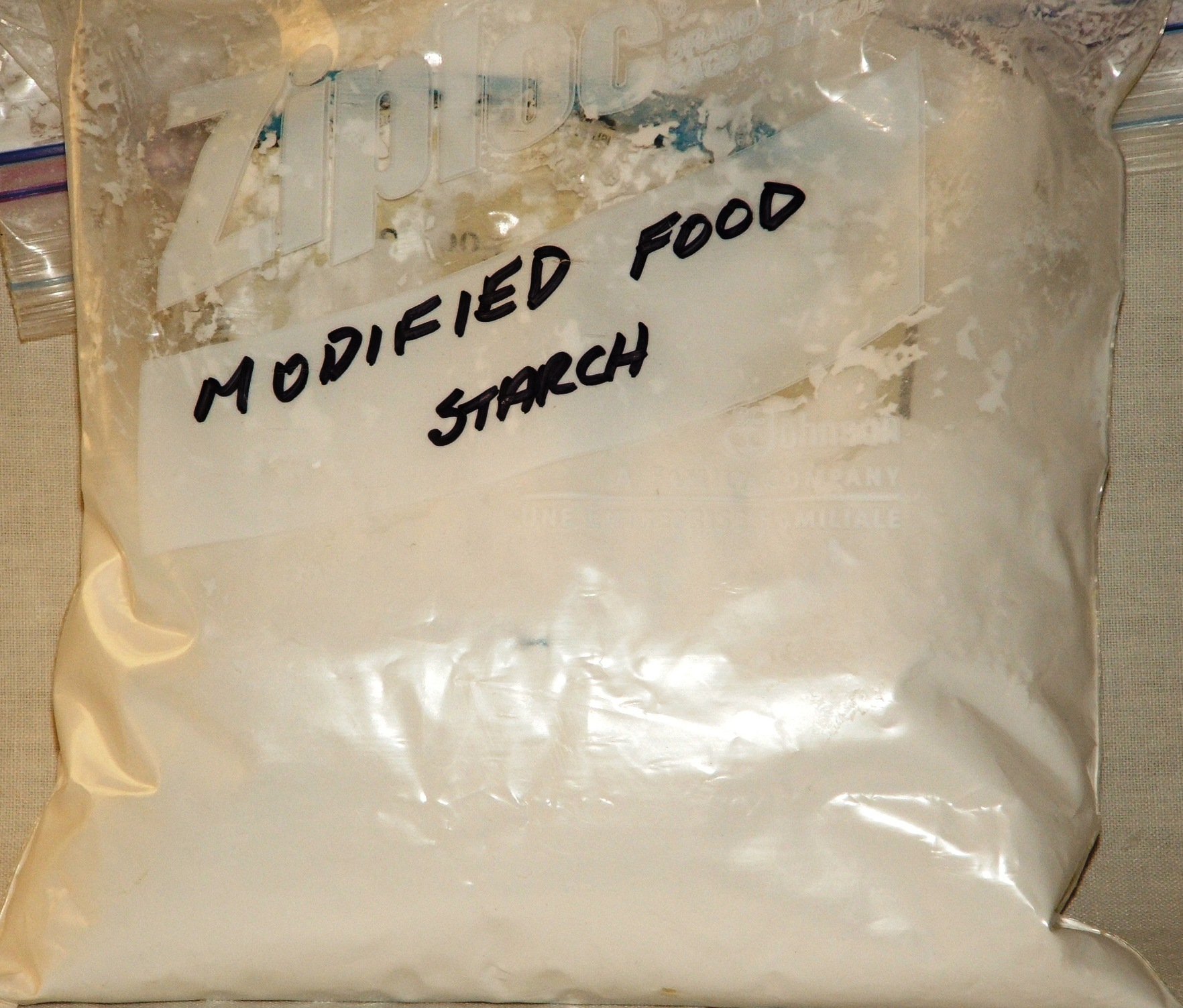

النشا المعدل، يُعرف أيضًا بمشتقات النشا، هي أنواع من النشا تُحضر عن طريق معالجة النشا العادي بطرق فيزيائية أو إنزيمية أو كيميائية لتغيير خواصه. تُستخدم أنواع النشا المُعدل في تقريبًا كل أوجه استخدام النشا، على سبيل المثال في منتجات الطعام مثل عوامل تغليظ القوام، أو المُثبتات، أو المُتسحلبات، كما تُستخدم أيضًا في المنتجات الدوائية، والكثير من الصناعات الأخرى.
تُعدل أنواع النشا من أجل تحسين آدائها في مُختلف الاستخدامات. ومن أسباب تعديل أنواع النشا زيادة ثبات النشا في درجات الحرارة العالية للغاية وفي وسط الأحماض. كما يُعدل النشا لتغيير قوامه أو لزيادة درجة لزوجته أو إنقاصها، أو لزيادة وقت تحوله إلى جيلاتين أوتقصيره. 